# Kumbia Kings
Los Kumbia Kings é um grupo musical mexicano originário do Texas, nos Estados Unidos, surgido em 1999. Sua música engloba a cumbia, o hip-hop e o Rhythm and blues. Sua letras são em espanhol e em inglês. Os integrantes que iniciaram o grupo foram A.B. Quintanilla (irmão da falecida cantora Selena).

## Discografia
- 1999: Amor, Familia y Respeto
- 2001: Shhh!
- 2002: All Mixed Up: Los Remixes
- 2003: 4
- 2003: Presents Kumbia Kings
- 2003: La Historia
- 2004: Los Remixes 2.0
- 2004: Fuego
- 2005: Duetos
- 2006: Kumbia Kings Live
- 2007: Greatest Hits
- 2016: Lo Mejor de A.B. Quintanilla III y Los Kumbia Kings